# Austerocardiochiles enderleini
Austerocardiochiles enderleini är en stekelart som först beskrevs av Gyöö Viktor Szépligeti 1908.  Austerocardiochiles enderleini ingår i släktet Austerocardiochiles och familjen bracksteklar. Inga underarter finns listade.